# Courage (album de Céline Dion)
Pour les articles homonymes, voir courage (homonymie).
Albums de Céline Dion
The Best So Far… 2018 Tour Edition
(2018)
Singles
1. Imperfections
Sortie : 18 septembre 2019
2. Lying Down
Sortie : 18 septembre 2019
3. Courage
Sortie : 18 septembre 2019
4. Soul
Sortie : 24 janvier 2020
5. Change My Mind
Sortie : 15 février 2020

Courage est le vingt-septième album de Céline Dion sorti le 15 novembre 2019.

## Promotion
À l'occasion de la sortie de l'album, Céline Dion se rend à New York sur le plateau de Jimmy Fallon. Pour la France, Nikos Aliagas a réalisé une interview exclusive depuis New York, qui a été diffusée dans l'émission 50 minutes inside sur TF1 le 23 novembre 2019. La chanson Imperfections est enregistrée lors du live Macy's Thanksgiving Day Parade. 
Quelques mois avant la sortie de l'album, Céline Dion est passée dans l'émission de Jimmy Kimmel Jimmy Kimmel Live! sur ABC, où elle chante notamment Ashes. James Corden, pour l'enregistrement de son émission Carpool Karaoke avec la chanteuse, se déplace spécialement à Las Vegas, en mai 2019. Au moment de la sortie de l'album, l'extrait de l'émission cumule plus de 21 millions de vues.
Plusieurs singles promotionnels sont issus de l'album : 1.Flying on my own, 2.Imperfections (avec un clip), 3.Lying Down, 4.Courage (avec un clip), 5.Soul, 6.Change my mind, puis 7.Nobody's watching ...

## Classement
Pour sa première semaine d'exploitation, l'album entre numéro 1 au Billboard 200, un rang que Céline Dion n'avait plus atteint aux États-Unis depuis l'album A New Day Has Come, en 2002. Il s'est vendu à plus de 110 000 copies la première semaine de sa sortie. Il devient ainsi son cinquième album à atteindre le sommet des chartes américaines, et le quatrième album studio.
Au Canada, l'album débute en 1ère position avec des ventes de plus 53 000 copies.
Au Québec, il s'agit de l'album le plus vendu dans le palmarès des enregistrements audio.

## Liste des titres
| No  | Titre                     | Auteur | Producteur(s)                 | Durée |
| --- | ------------------------- | --- | ----------------------------- | ----- |
| 1.  | Flying on My Own          | Jörgen Elofsson, Liz Rodrigues, Anton "Hybrid" Mårtensson                                                     | Elofsson, Hybrid, Ugly Babies | 3:32  |
| 2.  | Lovers Never Die          | Johan Carlsson, Ross Golan, Dan Wilson                                                                        | Carlsson, Wilson              | 2:51  |
| 3.  | Falling in Love Again     | Skylar Grey, Elliott Taylor                                                                                   | John Doelp, Denis Savage      | 3:51  |
| 4.  | Lying Down                | David Guetta, Giorgio Tuinfort, Sia Furler                                                                    | Guetta, Tuinfort              | 3:58  |
| 5.  | Courage                   | Erik Alcock, Rodrigues, Stephan Moccio                                                                        | Moccio                        | 4:14  |
| 6.  | Imperfections             | Ari Leff, Michael Pollack, Dallas Koehlke, Nicholas Perloff-Giles                                             | DallasK                       | 3:59  |
| 7.  | Change My Mind            | Björn Yttling, LP, Jon Levine                                                                                 | Levine                        | 3:01  |
| 8.  | Say Yes                   | Elofsson, Rodrigues                                                                                           | Elofsson                      | 3:31  |
| 9.  | Nobody's Watching         | Elofsson, Rodrigues                                                                                           | Elofsson, Hybrid              | 3:12  |
| 10. | The Chase                 | Jessica Mitchell, Rodrigues, Craig McConnell                                                                  | McConnell                     | 3:49  |
| 11. | For the Lover That I Lost | Sam Smith, Mikkel Storleer Eriksen, Tor Erik Hermansen, James Napier                                          | StarGate, Jimmy Napes         | 2:59  |
| 12. | Baby                      | Furler, Maureen McDonald, Greg Kurstin                                                                        | Kurstin                       | 3:34  |
| 13. | I Will Be Stronger        | Eg White | White                         | 3:27  |
| 14. | How Did You Get Here      | Nikki Grier, The Stereotypes, 9AM, Alcock, Rodrigues, Khalil Abdul-Rahman Hazzard, Calum Armand Maurice Brock | 9AM, The Stereotypes          | 4:21  |
| 15. | Look at Us Now            | Steph Jones, Andrew Wells, Brandon Treyshun Campbell                                                          | Wells                         | 3:18  |
| 16. | Perfect Goodbye           | Max Wolfgang, Freddy Wexler, Corey Sanders                                                                    | Wolfgang                      | 3:28  |

| 17. | Best of All    | White, Ben Earle                             | White   | 3:23 |
| 18. | Heart of Glass | Kurstin, Furler                              | Kurstin | 3:31 |
| 19. | Boundaries     | Maty Noyes, Moccio                           | Moccio  | 3:22 |
| 20. | The Hard Way   | Jessica Karpov, Whitney Phillips, Greg Wells | Wells   | 3:24 |

| 21. | Soul | Tina Parol, Jason Wade | The Elev3n | 3:14 |

## Distribution
| Pays     | Date             | Label                          | Format                        | Catalogue               |
| -------- | ---------------- | ------------------------------ | ----------------------------- | ----------------------- |
| Multiple | 15 novembre 2019 | Columbia                       | CD, téléchargement, Streaming | 190759524824 (Standard) |
| Multiple | 15 novembre 2019 | Columbia                       | CD, téléchargement, Streaming | 194397018127 (Deluxe)   |
| Japon    | 27 novembre 2019 | Sony Music Entertainment Japan | Blu-spec CD2                  | SICP-31334              |

## Classements hebdomadaires par pays
| Classement (2019)                  | Meilleure place |
| ---------------------------------- | --------------- |
| Allemagne (Media Control AG)       | 4               |
| Australie (ARIA)                   | 2               |
| Autriche (Ö3 Austria Top 40)       | 4               |
| Belgique (Flandre Ultratop)        | 3               |
| Belgique (Wallonie Ultratop)       | 1               |
| Canada (Canadian Albums Chart)     | 1               |
| Danemark (Tracklisten)             | 23              |
| Écosse (OCC)                       | 2               |
| Espagne (Promusicae)               | 11              |
| États-Unis (Billboard 200)         | 1               |
| Finlande (Suomen virallinen lista) | 13              |
| France (SNEP)                      | 2               |
| Irlande (Irish Albums Chart)       | 5               |
| Italie (FIMI)                      | 10              |
| Norvège (VG-lista)                 | 16              |
| Nouvelle-Zélande (RIANZ)           | 5               |
| Pays-Bas (Mega Album Top 100)      | 10              |
| Portugal (AFP)                     | 5               |
| Royaume-Uni (UK Albums Chart)      | 2               |
| Suède (Sverigetopplistan)          | 30              |
| Suisse (Schweizer Hitparade)       | 1               |

## Certifications
| Pays                  | Certification | Unités certifiées |
| --------------------- | ------------- | ----------------- |
| Canada (Music Canada) | Platine       | 80 000            |
| France (SNEP),        | Platine       | 100 000           |
| Royaume-Uni (BPI)     | Argent        | 60 000            |